# شهرستان عباس‌آباد
شهرستان عباس‌آباد یکی از شهرستان‌های استان مازندران در شمال ایران است که از غرب به شهرستان تنکابن، از شرق به شهرستان چالوس، از شمال به دریای مازندران و از جنوب به رشته کوه‌های البرز و شهرستان کلاردشت متصل است. مرکز این شهرستان شهر عباس‌آباد می‌باشد. مردم این شهرستان به زبان مازندرانی  و فارسی صحبت می‌کنند. این شهرستان شامل بخش‌های مرکزی(لنگارود شرقی و لنگارود غربی) سلمانشهر(کلار آباد غربی) و کلارآباد(کلار شرقی و کلار غربی) می‌باشد.

## تقسیمات کشوری
- بخش مرکزی:
  - دهستان لنگارود شرقی
  - دهستان لنگارود غربی
    - شهر عباس‌آباد
- بخش سلمانشهر:
  - دهستان کلارآباد غربی
    - شهر سلمانشهر
- بخش کلار:
  - دهستان کلار شرقی
  - دهستان کلار غربی
    - شهر کلارآباد

## جمعیت
بنابر سرشماری مرکز آمار ایران، جمعیت شهرستان عباس‌آباد در سال ۱۳۹۵ برابر با ۵۲۸۳۲ نفر بوده‌است.
جمعیت بخش‌ها:
بخش مرکزی:۲۵۴۳۶
بخش سلمانشهر:۱۶۴۲۷
بخش کلار:۱۰۹۶۹
این شهرستان از لحاظ جمعیت در میان شهرستانهای ۲۲ گانه استان مازندران جایگاه ۱۸ را پیش شهرستان‌های گلوگاه، سوادکوه شمالی، کلاردشت و سیمرغ داراست
| نقشه استان مازندران به تفکیک شهرستان دریای مازندران رامسر تنکابن عباس آباد کلاردشت چالوس نوشهر نور محمودآباد آمل فریدون کنار سیمرغ بابلسر بابل قائم‌شهر جویبار سوادکوه شمالی سوادکوه ساری میان دورود نکا بهشهر گلوگاه سمنان تهران البرز گیلان گلستان قزوین |